# 冀儁
冀 儁（き しゅん、生没年不詳）は、中国の南北朝時代の書家・官僚。字は僧儁。本貫は太原郡陽邑県。

## 経歴
落ち着いた性格で、隷書を得意とし、特に模写に巧みだった。532年（太昌元年）、賀抜岳の下で墨曹参軍となった。534年（永熙3年）、賀抜岳が侯莫陳悦に殺害されると、冀儁は宇文泰に召されてその記室となった。宇文泰は侯莫陳悦を討つべく、冀儁に命じて魏帝の勅書を偽造させ、費也頭に送ってその援軍を得ようとした。冀儁の作った「勅書」は良く出来ていたため、全く疑われず、費也頭は1000の兵を派遣して、宇文泰の統率に服させた。
535年（大統元年）、西魏が建国されると、冀儁は丞相府城局参軍に任じられ、長安県男に封じられた。537年（大統3年）、弘農の戦いや沙苑の戦いに従軍し、爵位を子に進め、華州中正として出向した。547年（大統13年）、襄楽郡太守に転じた。このころ宇文毓や宇文震らに隷書を教えた。また宇文泰に願い出て、蒼頡を先聖・先師に列して釈奠に祀った。黄門侍郎・并州大中正に任じられた。撫軍将軍・右金紫光禄大夫・都督・通直散騎常侍・車騎大将軍・儀同三司に累進した。
558年（明帝2年）、本官のまま大使となり、州郡を巡って、風俗を視察した。長安に帰ると、小御正に任じられた。ほどなく湖州刺史として出向し、清廉な統治で名声を博した。驃騎大将軍・開府儀同三司の位を加えられ、昌楽県伯に改封された。さらに爵位を侯に進めた。後に病没した。

## 伝記資料
- 『周書』巻47 列伝第39
- 『北史』巻82 列伝第70